# Полом (Братунац)
Полом је насељено мјесто у општини Братунац, Република Српска, БиХ. Према попису становништва из 2013. године, у насељу је живјело 207 становника.

## Географија
Полом лежи на реци Дрини, окружен планинама. Обухвата подручје од 851 хектара.

## Саобраћај
У децембру 2007. године село Полом је добило дуго очекиван нови пут, који ово село спаја са Зворником и Братунцом, те повећава саобраћај, те је један од главних фактора развијања туризма у овом селу и околини. До Братунца се стиже за 10 минута, а за нешто мање од пола сата у Зворник.

## Историја
Полом је за вријеме Другог светског рата, често био нападан како од стране Немаца, тако и од усташа, Црне легије, ханџар дивизије, те је данашња основна школа чак једно вријеме била главни усташки штаб.
Једини спас Поломцима, биле су групе четника (највише се истиче одред Александра Петковића — Љеље) и партизана, који су с времена на време, али увек у прави час, из суседне Србије, преко Дрине и околних села нападали непријатеља и бранили народ. Позната је такозвана „Борба под стеном“, када су четници задали велике губитке окупатору, и тако га једном заувек протерали из тих крајева.

## Култура
У селу се налази српска православна црква. Поред цркве налази се и основна школа са 4 разреда, која из године у годину, има све мање и мање ученика. У поломску школу, ученици иду од 1. до 5. разреда основне школе, док у 6. разреду прелазе у Братунац.

## Привреда
Поломци се баве узгајањем стоке и обрадом земље. Ово је једно од села познатих и по узгајању малине.

## Становништво
Полом је кроз своје постојање и данас насеље са српским становништвом. Павловићи, Давидовићи, Милановићи и Јокићи су четири највеће фамилије у овоме селу.
| Демографија | Демографија | Демографија |
| Година      | Становника  | Становника  |
| ----------- | ----------- | ----------- |
| 1961.       | 491         |             |
| 1971.       | 537         |             |
| 1981.       | 510         |             |
| 1991.       | 436         |             |
| 2013.       | 207         |             |

## Знаменити Поломци
Један од познатих Поломаца је народни певач Јевто Павловић — Вихоровац.